# Jaskinia Skorocicka
Jaskinia Skorocicka – gipsowa jaskinia krasowa położona w pobliżu Skorocic w województwie świętokrzyskim na terenie rezerwatu przyrody „Skorocice”, 50 km na południowy wschód od Kielc. 
Jaskinia Skorocicka to najdłuższa jaskinia gipsowa na obszarze Polski. Przez całą jaskinię płynie część podziemna Potoku Skorocickiego.

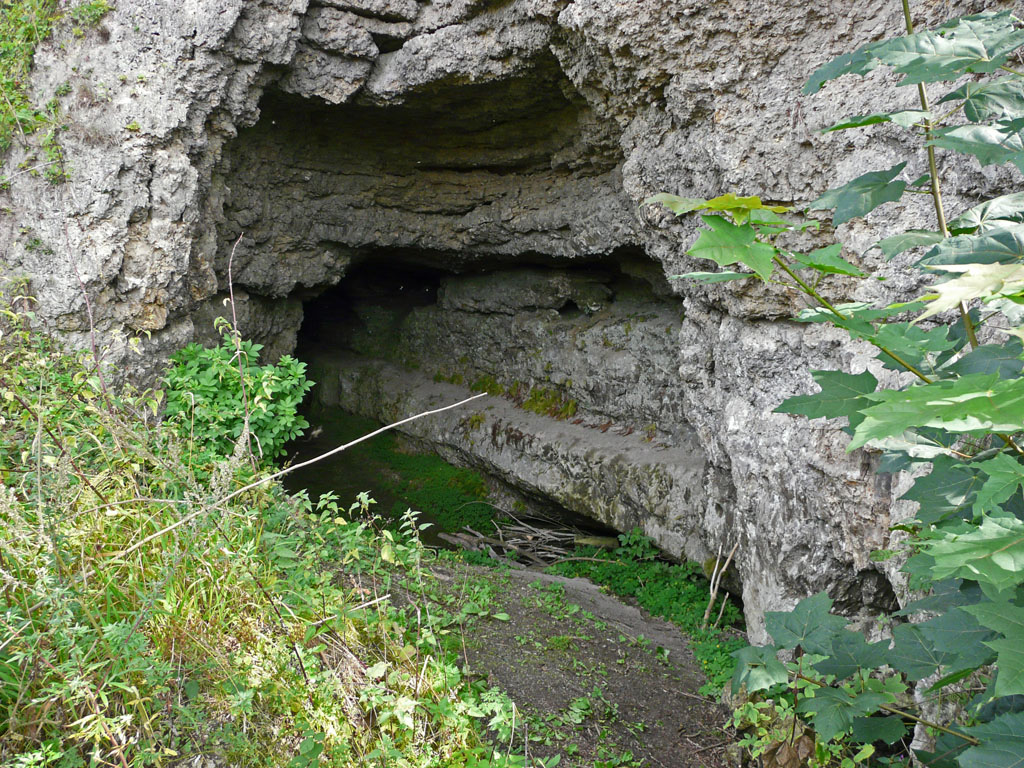
Jedno z trzech wejść do jaskini